# چد برت
چاد برت (انگلیسی: Chad Barrett؛ زادهٔ ۳۰ آوریل ۱۹۸۵) یک بازیکن فوتبال اهل ایالات متحده آمریکا است.
وی همچنین در تیم ملی فوتبال ایالات متحده آمریکا بازی کرده است.